# Kostel svatého Mikuláše (Turnov)
Kostel svatého Mikuláše v Turnově je římskokatolický děkanský kostel. Barokní objekt z počátku 18. století stojí v úzkých uličkách nedaleko náměstí Českého ráje v centru Turnova v okrese Semily Libereckého kraje. Kostel je chráněn jako kulturní památka.

## Historie

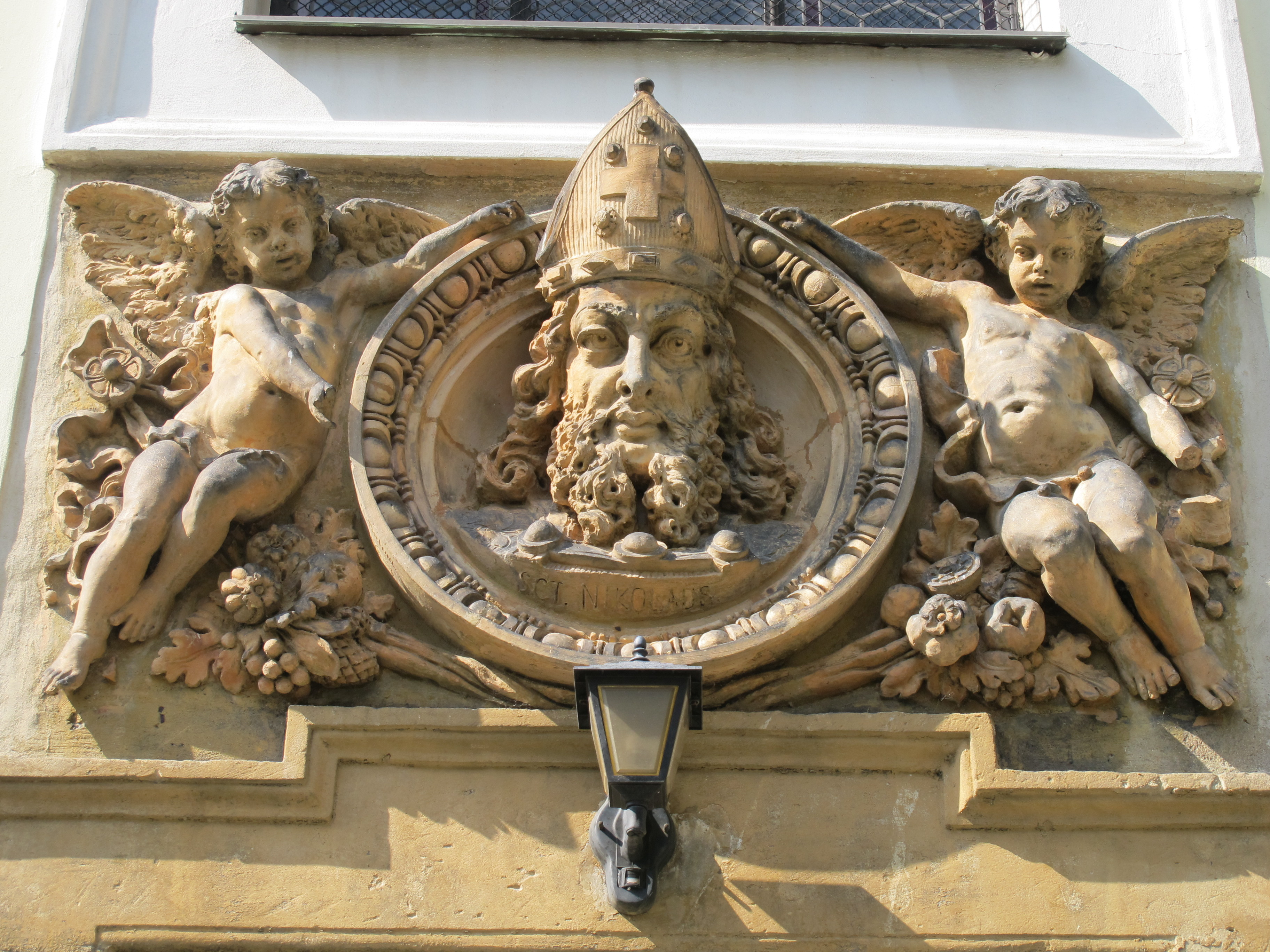
Reliéf sv. Mikuláše nad vstupem do kostela

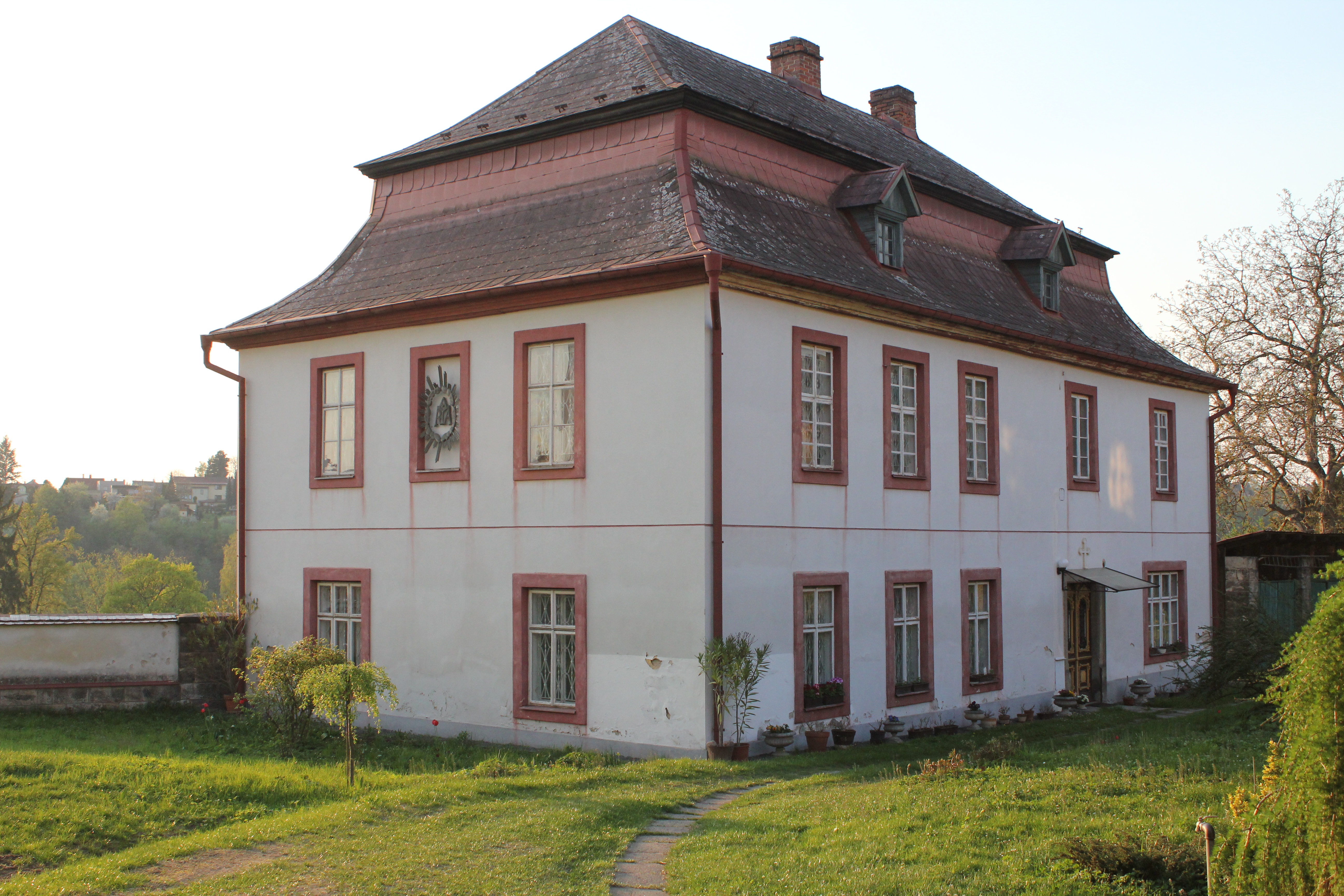
Římskokatolická farnost – děkanství u kostela sv. Mikuláše

Na místě dnešního turnovského kostela zasvěceného svatému Mikuláši stával původně gotický kostel ze 14. století. Ten však opakovaně vyhořel a v roce 1722 dostal svou současnou barokní podobu. 
V letech 1884-1885 za působení správce děkanství SJ Josefa Svobody byl chrám vybaven. Hlavní oltář kostela má formu obrazu s malbou sv. Mikuláše, jehož autorem je zdejší malíř Jan Jiří Hertl. 
K samotnému kostelu přiléhá také barokní turnovská fara a děkanství. Jejíž historie sahá do roku 1606, kdy zde byla škola zvaná "na kopci", či "na krchově", současná barokní podoba objektu je ovšem z roku 1708, kdy byla nově postavena na prázdném místě po požáru. 